# Charles Béraudier
Charles Béraudier, né le 18 février 1920 à Bourg-en-Bresse (Ain) et mort le 16 octobre 1988 à Lyon (Rhône), est un homme politique français. Résistant dans l'Ain, il a obtenu la médaille de la Résistance.

## Jeunesse
Né dans une famille modeste, orphelin à quatre ans, Charles Béraudier est élevé par ses grands-parents, commerçants à Saint-Rambert-en-Bugey (Ain) où Francisque Collomb, issu d'une famille ouvrière, devient un ami d’enfance.
En 1933, Charles Béraudier milite aux Jeunesses Socialistes de l'Ain.

## De la Résistance au Gaullisme
Fin 1942, il rejoint la Résistance. De Londres, le BCRA charge son réseau de gérer au sol parachutages et atterrissages divers dans l'Ain. Permanent du réseau, Béraudier doit vivre et agir dans la clandestinité. Il y fait la connaissance de Lucile Béraudier, qui sera mère d’un garçon et d’une fille. Il y rencontre d’anciens et futurs politiques, aussi bien Jacques Chaban-Delmas que Vincent Auriol. A la Libération, diverses amitiés l’amènent à rejoindre le mouvement gaulliste, et à rencontrer plusieurs fois le général de Gaulle à Colombey-les-Deux-Églises. En 1955, il rejoint Jacques Soustelle nommé gouverneur de l'Algérie, et participera activement au retour du général de Gaulle en 1958.

## Carrière politique
En 1957, Louis Pradel succède à Édouard Herriot comme maire de Lyon. Appelé pour s'occuper des finances municipales, C. Béraudier restera adjoint au maire jusqu’en 1988.
Suppléant de Jacques Soustelle, il le remplace comme député UNR du Rhône (1959 - 1962) quand ce dernier est nommé au gouvernement.
Le drame algérien ayant brouillé De Gaulle et Soustelle, Charles Béraudier reste en contact avec Jacques Soustelle en exil (1962-1968), tout en restant fidèle au général.
En 1976, la mort de Louis Pradel laisse vacant le poste de maire de Lyon, brigué par Jacques Soustelle. Le soutenant d’abord, Charles Béraudier se résout finalement à faire élire Francisque Collomb.

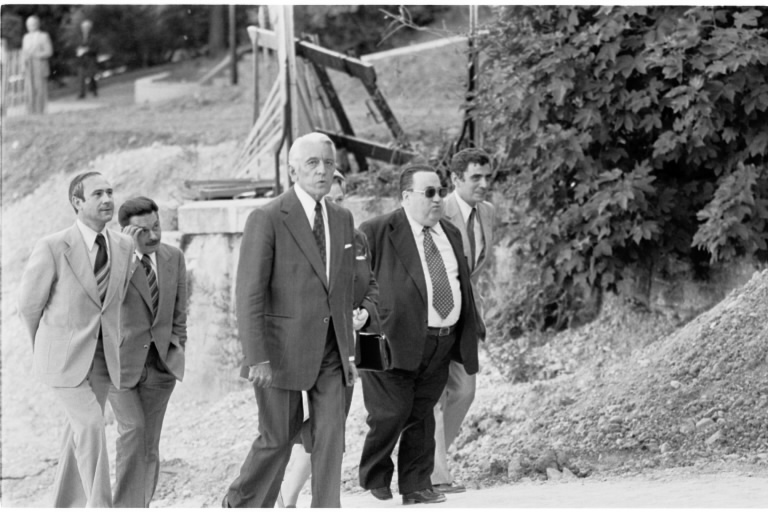
Francisque Collomb et Charles Béraudier à Croix-Paquet en 1978
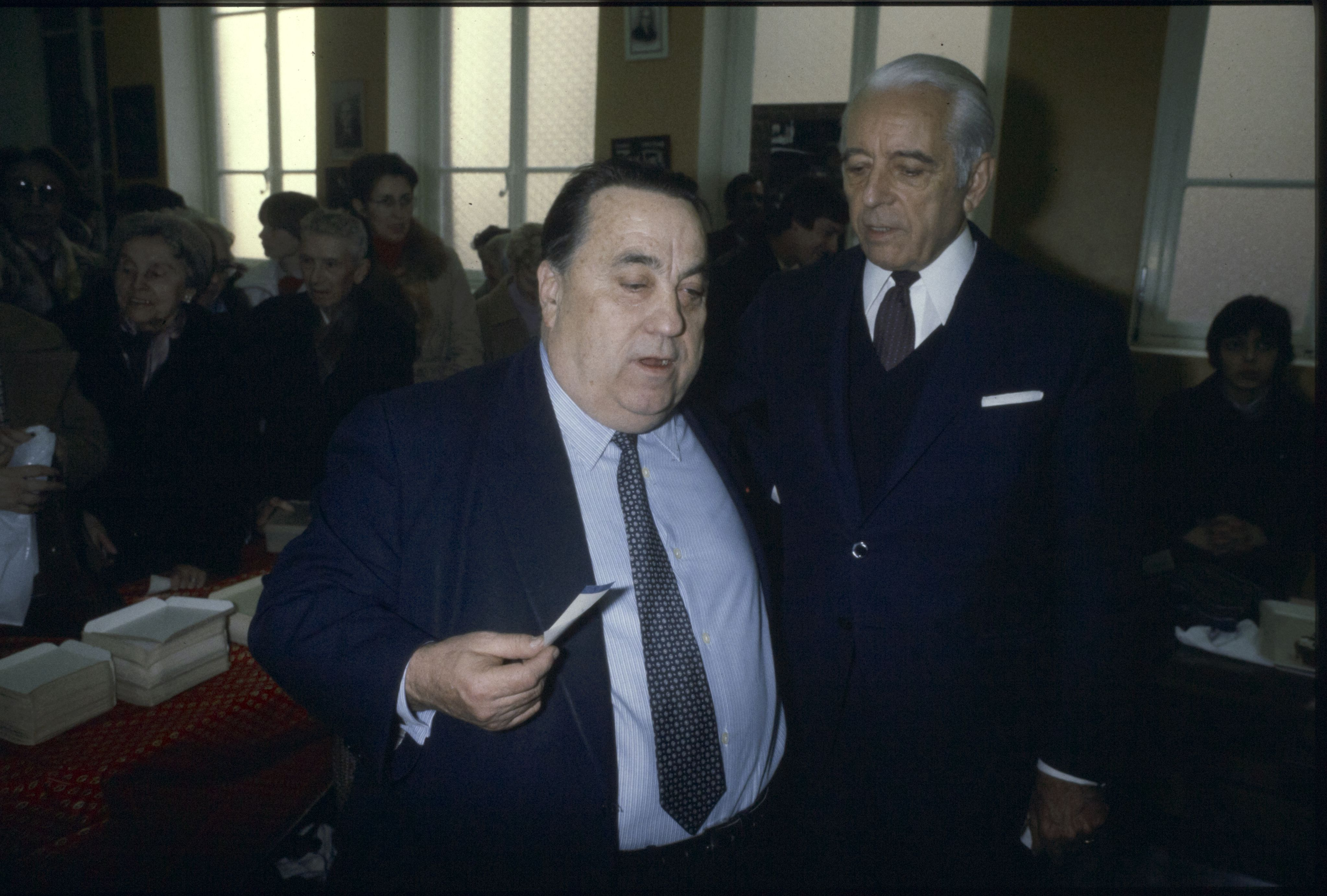
Charles Béraudier et Francisque Collomb en 1980
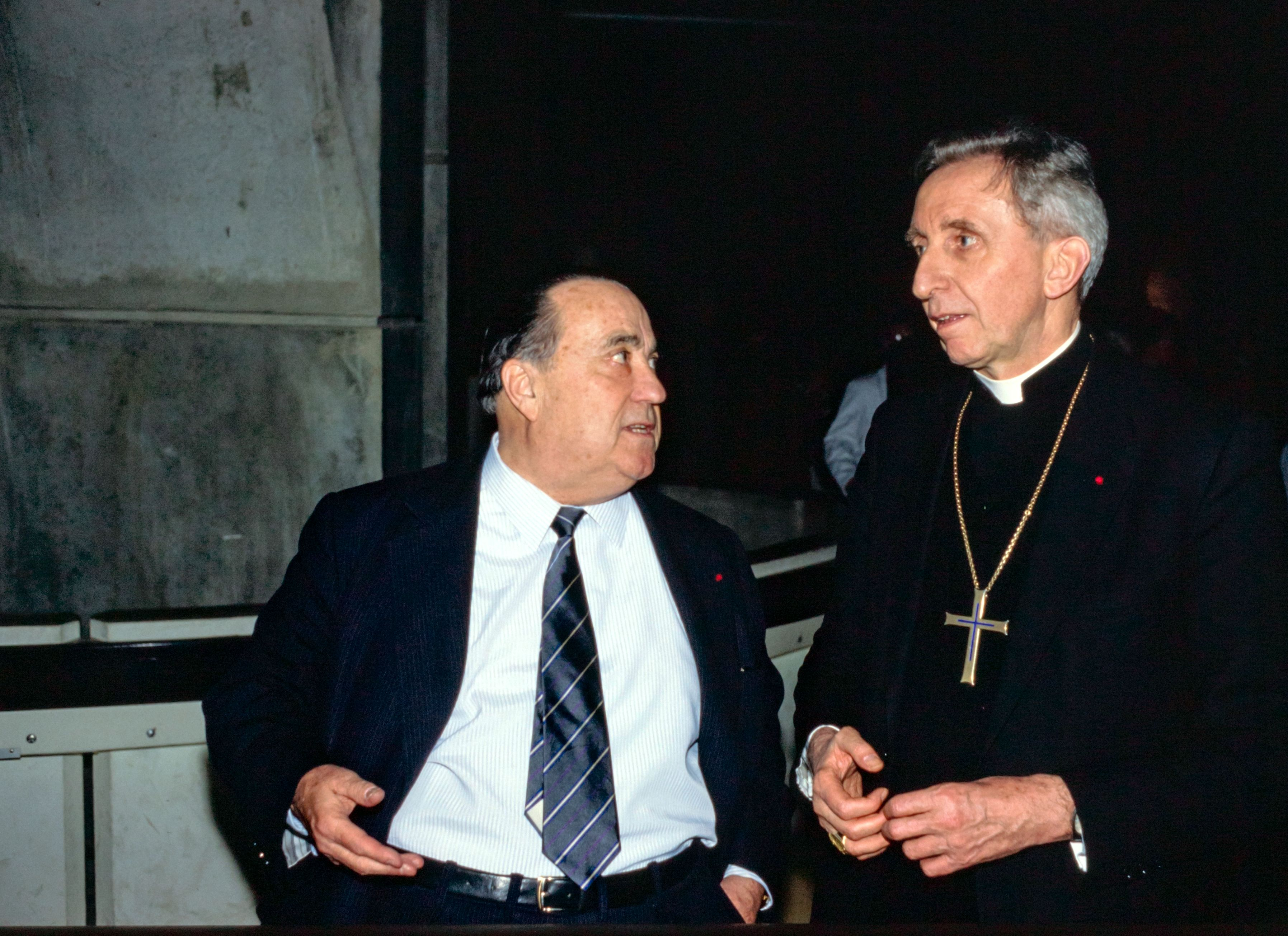
Charles Béraudier et Mgr Decourtray en 1987
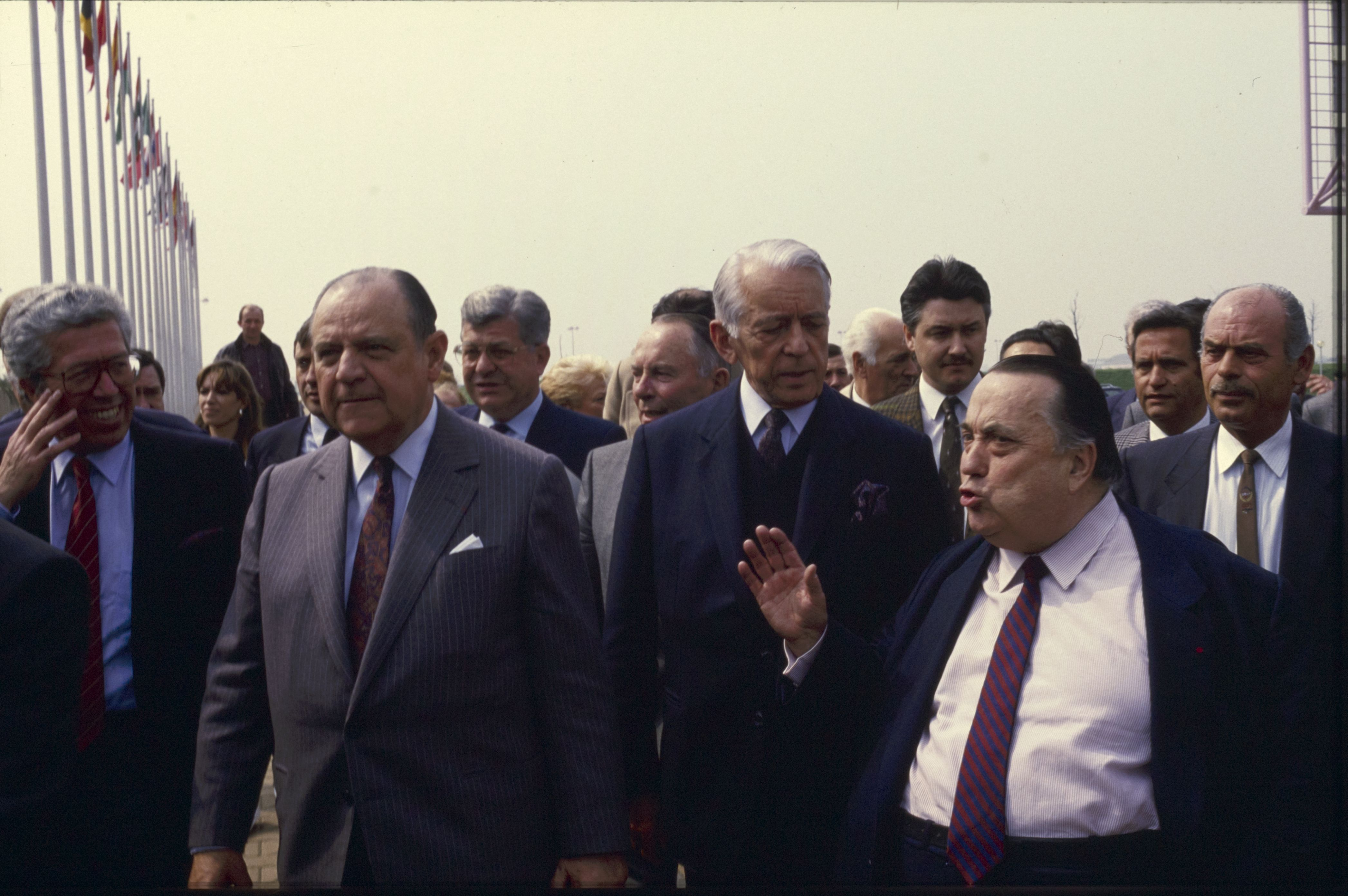
Charles Béraudier et Raymond Barre à Eurexpo en 1988
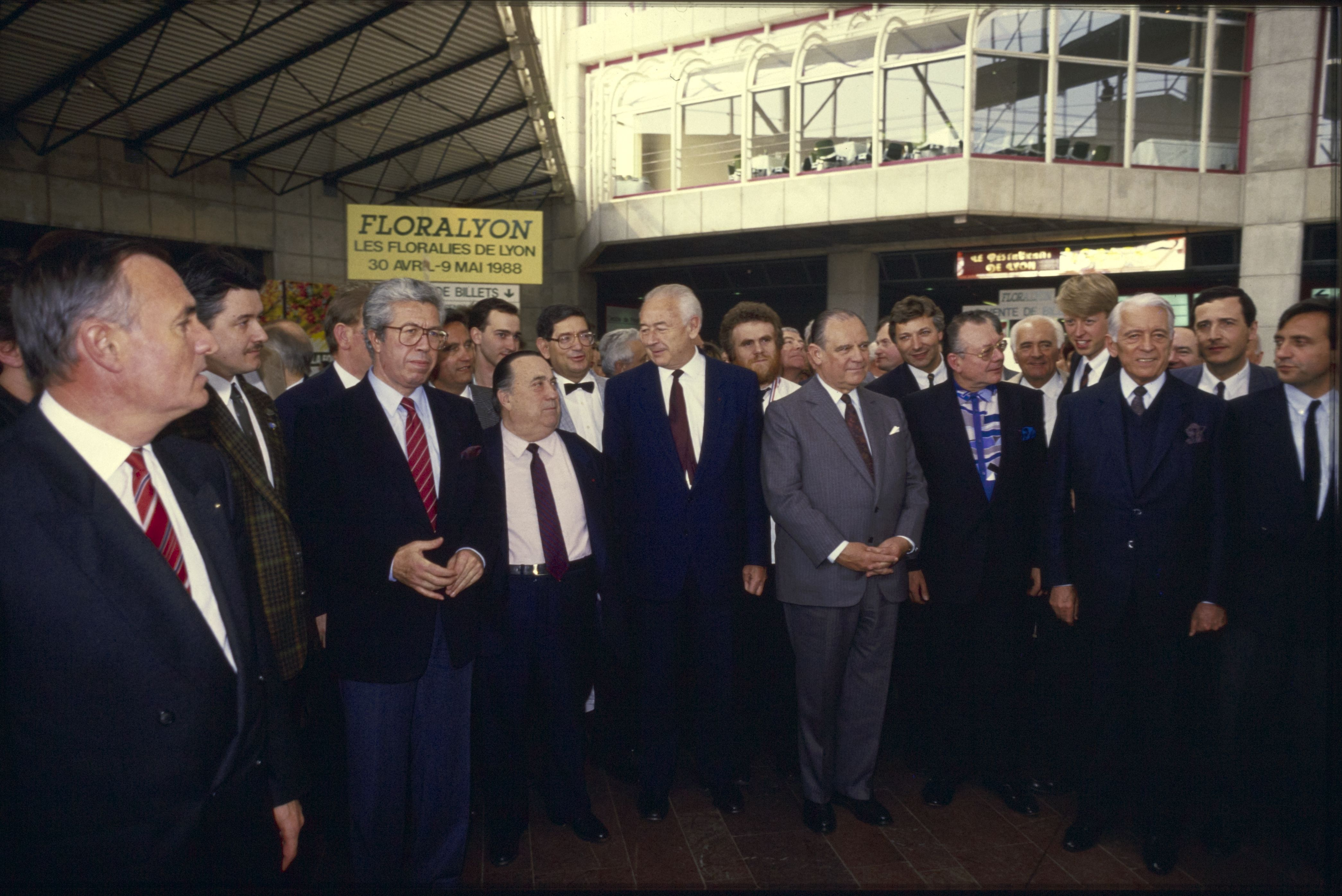
Charles Béraudier et Raymond Barre à Eurexpo en 1988

Il le seconde ensuite tant à la mairie de Lyon qu’à la Communauté Urbaine de Lyon (Courly), que Francisque Collomb préside de 1977 à 1989.
En 1981, Charles Béraudier devient président (CDS) de la région Rhône-Alpes jusqu’à son décès. Élu à une faible majorité mais croyant au devenir international de sa région, il tisse des liens avec les grandes régions de Barcelone, de Milan, mais aussi de Shanghai. 

## Décès
Sa mort présumée par épectase aurait été arrangée quant à sa version officielle qui est présentée comme un « décès suite à un malaise dans la rue ». Francisque Collomb, maire de Lyon au moment du décès de Charles Béraudier et son ami d'enfance à Saint-Rambert-en-Bugey, aurait indiqué « qu'il serait quasiment mort dans ses bras ».
Une délégation de Shangaï assiste à ses obsèques. Il est enterré au cimetière de Loyasse.

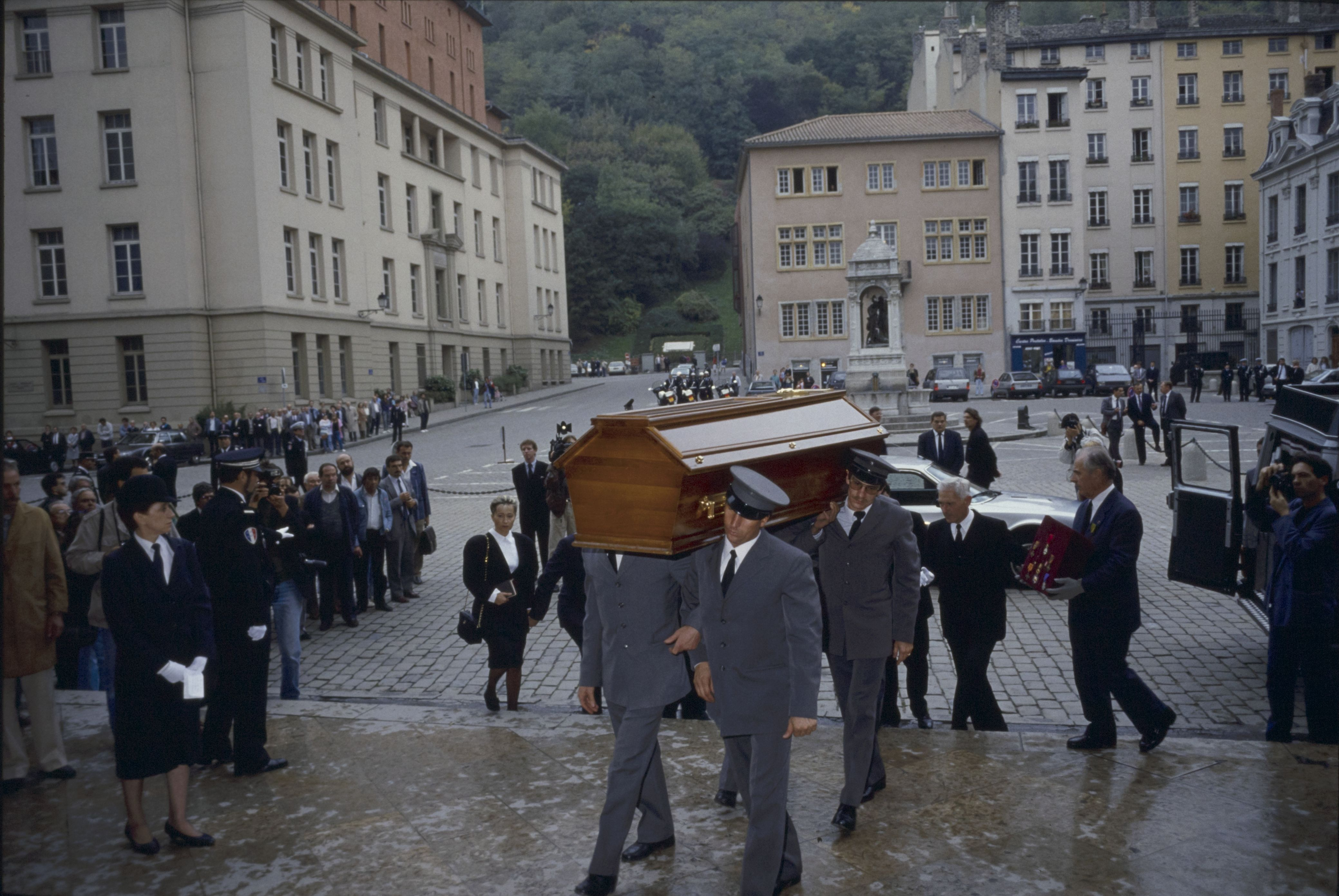
L'entrée du cercueil dans la cathédrale
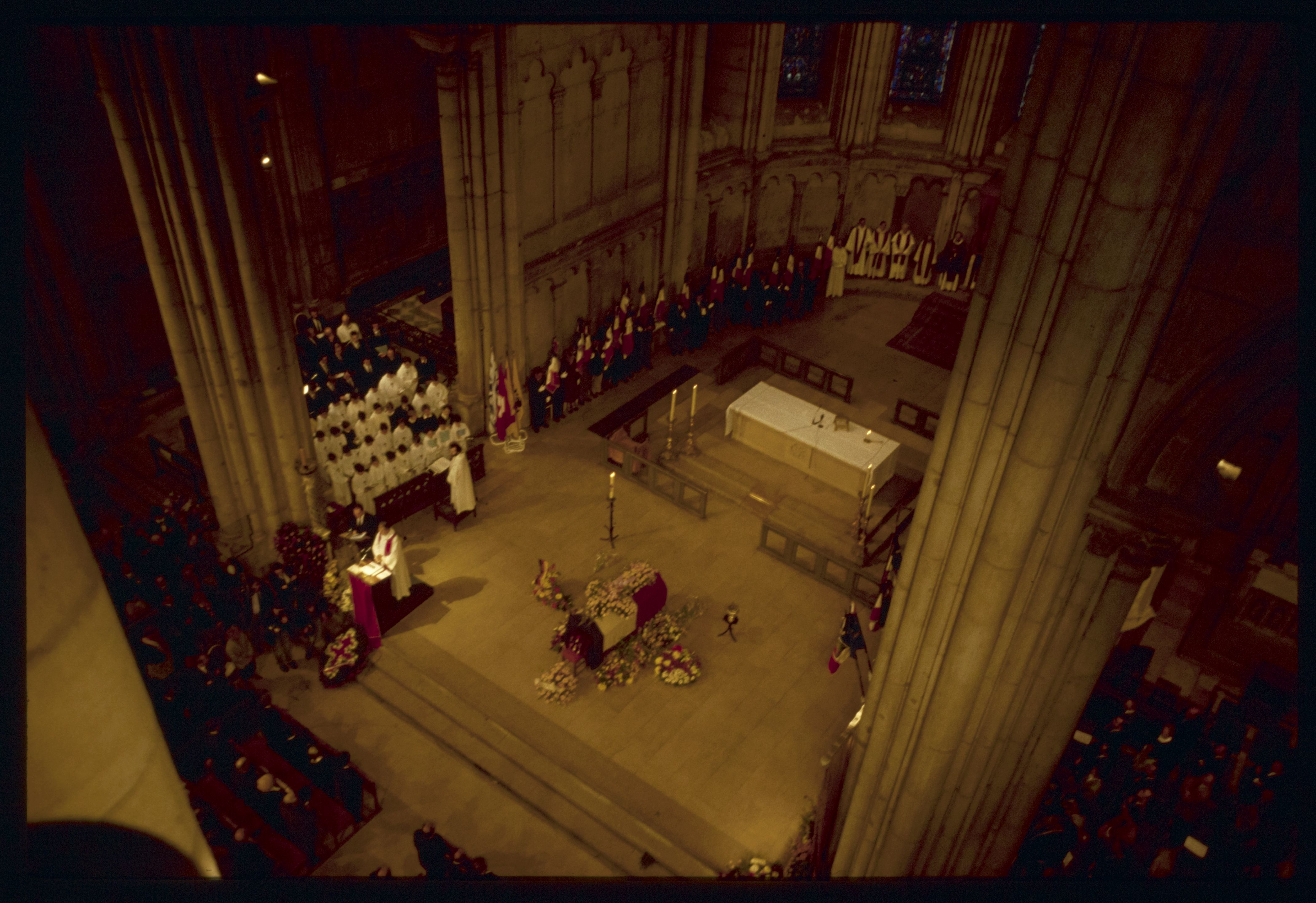
Vue plongeante sur le cercueil dans la cathédrale
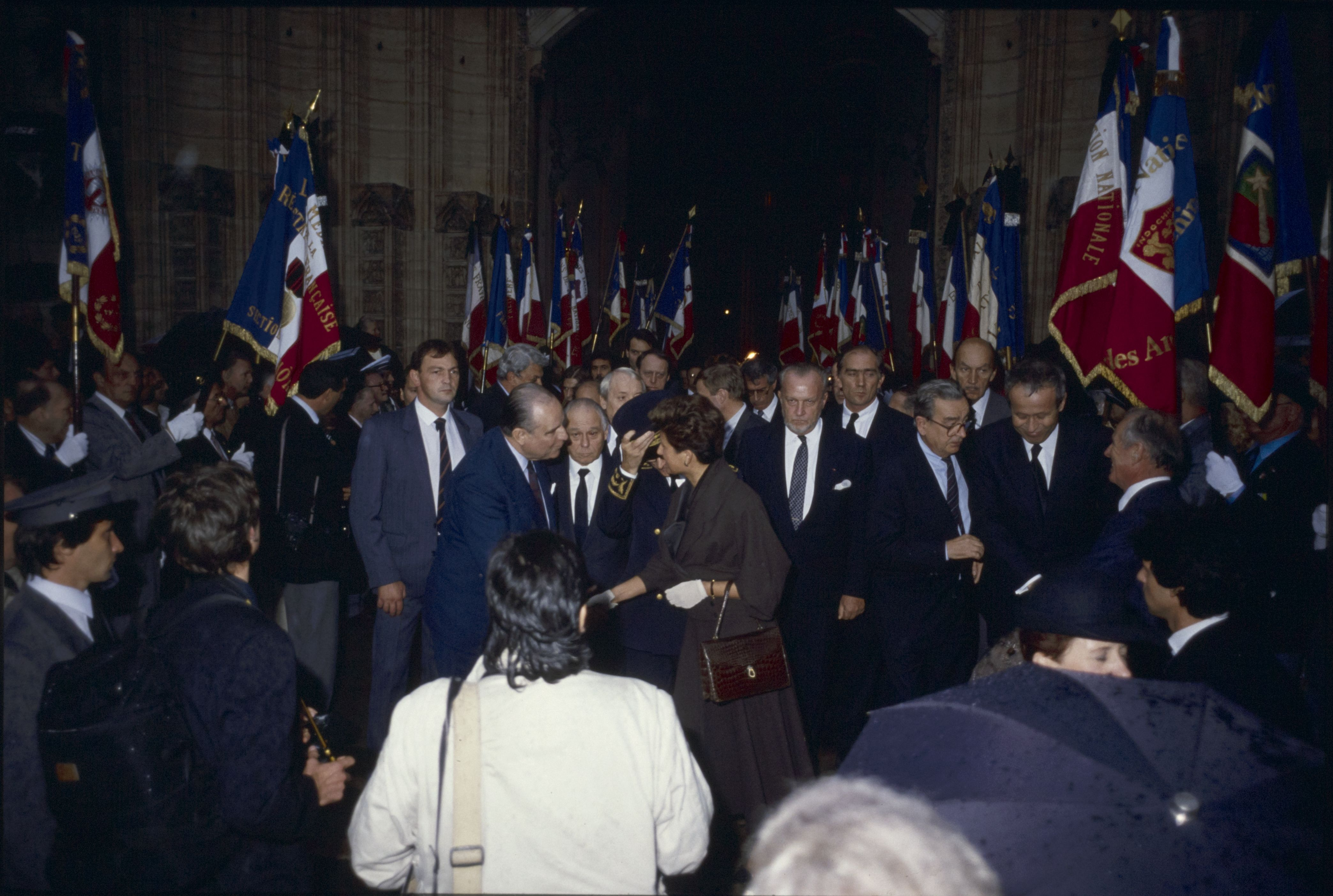
Les condoléances des officiels à Mme Béraudier

## Hommage
- La place de la gare de Lyon-Part-Dieu à Lyon porte son nom[4].
- Il y a un quai Charles-Béraudier à Saint-Rambert-en-Bugey où il a grandi.
- Il y a un centre social Charles-Béraudier à Voiron[5].

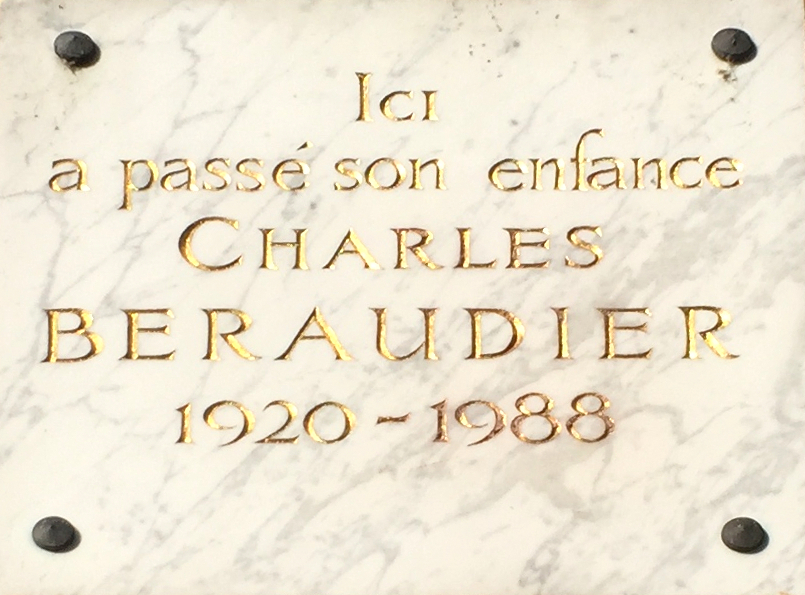
Plaque « ici a passé son enfance » à Saint-Rambert-en-Bugey.
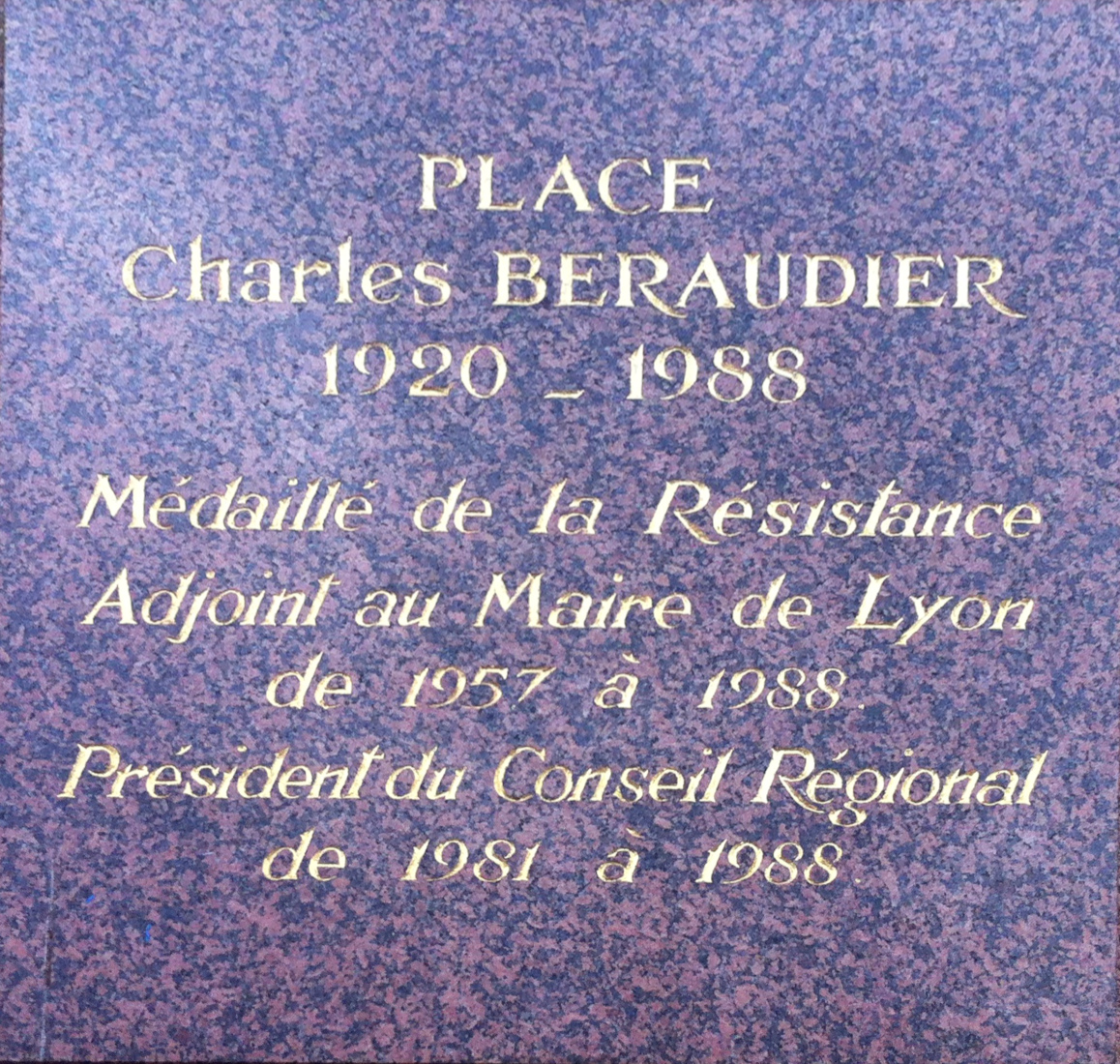
Plaque de la place Charles-Béraudier à Lyon.
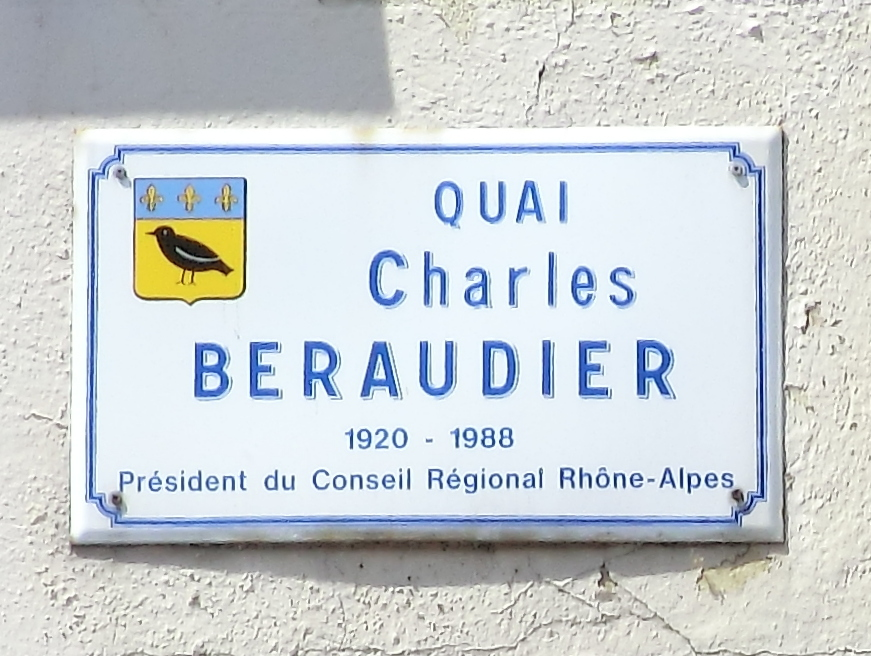
Plaque du quai Charles-Béraudier à Saint-Rambert-en-Bugey.